# Гортари, Альфонсо де
Альфонсо де Гортари Перес (исп. Alfonso de Gortari Pérez; 11 января 1904, Морелия — 16 марта 1983, Бенито Хуарес) — мексиканский легкоатлет-универсал. Участник летних Олимпийских игр 1928 года, чемпион Игр Центральной Америки 1926 года.

## Биография
Альфонсо де Гортари родился 11 января 1904 года в мексиканском городе Морелия.
В 1926 году завоевал золотую медаль Игр Центральной Америки в Мехико в прыжках в длину с результатом 6,70 метра.
В 1928 году вошёл в состав сборной Мексики на летних Олимпийских играх в Амстердаме. В прыжках в длину занял 16-е место в квалификации, показав результат 6,97 и уступив 35 сантиметров худшему из попавших в финал Ханнесу де Буру из Нидерландов. Также был заявлен в прыжках с шестом и метании диска, но не вышел на старт.
Умер 16 марта 1983 года в районе Бенито Хуарес мексиканского города Мехико.

## Личный рекорд
- Прыжки в длину — 7,05 (1928)[6]